# DEB-Pokal der Frauen 2009
Das Turnier um den DEB-Pokal der Frauen 2009 wurde am Wochenende 21./22. März 2009 in der Eissporthalle Memmingen ausgetragen. Der OSC Berlin ist nach der Saison 2008/09 Meister und hat damit das erste Double aus Meisterschaft und Pokalsieg erreicht.

## Teilnehmer und Modus
Qualifiziert waren für das Turnier die Mannschaften auf den ersten fünf Plätzen der bereits beendeten Meisterrunde und der Gastgeber ECDC Memmingen. Da dieser den 5. Platz belegte, konnte der Sechstplatzierte ebenfalls teilnehmen.
Die Mannschaften wurden auf zwei Gruppen verteilt. Die jeweils Erst-, Zweit- und Drittplatzierten spielten gegeneinander um die Plätze 1, 3 und 5.
In den Gruppenspielen wurden Drittel zu 15:00 Minuten gespielt, in den Platzierungsspielen ging es über die volle Spielzeit.
| Gruppe A          | Gruppe A        | Gruppe B          | Gruppe B            |
| ----------------- | --------------- | ----------------- | ------------------- |
| Liga- platzierung | Verein          | Liga- platzierung | Verein              |
| 4.                | SC Riessersee   | 1.                | OSC Berlin          |
| 5.                | ECDC Memmingen  | 2.                | ESC Planegg/Würmtal |
| 6.                | Kurpfalz Ladies | 3.                | EC Bergkamen        |

## Vorrunde

### Gruppe A
| 21. März 2009 8:00 Uhr | Kurpfalz Ladies | 0:1 (0:0, 0:1, 0:0) Spielbericht | SC Riessersee C. Fellner (22:52) | Zuschauer: 200 |

| 21. März 2009 12:00 Uhr | SC Riessersee C. Fellner (28:00) | 1:2 n. P. (0:0, 1:0, 0:1) Spielbericht | ECDC Memmingen S. Kretzschmar (42:56) M. Pokopec (PS) | Zuschauer: 280 |

| 21. März 2009 16:00 Uhr | ECDC Memmingen A. Sabautzki (04:35) S. Jeckle (11:18) M. Pokopec (PS) | 3:2 n. P. (2:0, 0:1, 0:1) Spielbericht | Kurpfalz Ladies A. Kuhn (28:50) S. Ruhig (38:20) | Zuschauer: 280 |

Tabelle
| Platz | Verein          | S3 | S2 | N1 | N0 | Tore | Punkte |
| ----- | --------------- | -- | -- | -- | -- | ---- | ------ |
| 1     | ECDC Memmingen  | 0  | 2  | 0  | 0  | 5:3  | 4      |
| 2     | SC Riessersee   | 1  | 0  | 1  | 0  | 2:2  | 4      |
| 3     | Kurpfalz Ladies | 0  | 0  | 1  | 1  | 2:4  | 1      |

### Gruppe B
| 21. März 2009 10:00 Uhr | OSC Berlin | 5:1 (1:0, 0:1, 4:0) Spielbericht | EC Bergkamen | Memmingen Zuschauer: 220 |

| 21. März 2009 14:00 Uhr | EC Bergkamen | 1:4 (1:3, 0:0, 0:1) Spielbericht | ESC Planegg/Würmtal | Memmingen Zuschauer: 250 |

| 21. März 2009 18:00 Uhr | ESC Planegg/Würmtal | 0:2 (0:2, 0:0, 0:0) Spielbericht | OSC Berlin | Memmingen Zuschauer: 250 |

Tabelle
| Platz | Verein              | S3 | S2 | N1 | N0 | Tore | Punkte |
| ----- | ------------------- | -- | -- | -- | -- | ---- | ------ |
| 1     | OSC Berlin          | 2  | 0  | 0  | 0  | 7:1  | 6      |
| 2     | ESC Planegg/Würmtal | 1  | 0  | 0  | 1  | 4:3  | 3      |
| 3     | EC Bergkamen        | 0  | 0  | 0  | 2  | 2:9  | 0      |

## Endrunde

### Spiel um Platz 5
| 22. März 2009 9:00 Uhr | Kurpfalz Ladies | 0:2 (0:1, 0:0, 0:1) Spielbericht | EC Bergkamen | Memmingen Zuschauer: 190 |

### Spiel um Platz 3
| 22. März 2009 11:30 Uhr | SC Riessersee | 1:3 (0:1, 1:1, 0:1) Spielbericht | ESC Planegg/Würmtal | Memmingen Zuschauer: 250 |

### Finale
| 22. März 2009 14:00 Uhr | ECDC Memmingen | 3:5 (1:4, 1:1, 1:0) Spielbericht | OSC Berlin | Memmingen Zuschauer: 358 |

## Endstand
Der OSC Berlin konnte sich nach 2008 wiederholt den Titel sichern.
| Platz | Verein              |
| ----- | ------------------- |
|       | OSC Berlin          |
|       | ECDC Memmingen      |
|       | ESC Planegg/Würmtal |
| 4.    | SC Riessersee       |
| 5.    | EC Bergkamen        |
| 6.    | Kurpfalz Ladies     |